# Orgue Boizard de l'abbaye de Saint-Michel-en-Thiérache
L'orgue Boizard de l'Abbaye de Saint-Michel, dans le département de l'Aisne, est un des  rares instruments du XVIIIe siècle parvenu presque à l'identique jusqu'au XXIe siècle, ayant été préservé par un exceptionnel concours de circonstances. 
Cet orgue est un exemple typique d'orgue du temps de Louis XIV. Il est donc très adapté à l'exécution authentique des œuvres des maîtres français de cette époque et a été utilisé pour de nombreux enregistrements.

## Histoire

### Construction et protection
Construit en 1714 pour l'abbatiale par le facteur Jean Boizard (1666-1717). Peu de temps après son achèvement, en 1715, l'orgue échappe à un incendie. Il sera épargné par la tourmente révolutionnaire, l'abbaye et ses dépendances ayant été achetées en 1791 par un riche particulier aux fermes convictions chrétiennes, Jean-Louis Lalouette. 
Un relevage complet est effectué en 1885 par le facteur Clovis Renault, de Signy-le-Petit. 
Il échappe encore par miracle aux réquisitions de métal pendant la Première Guerre mondiale. En 1919, Félix Raugel attire l'attention sur son existence. 
Il est classé monument historique en 1950. Le buffet et la tribune ont été classés au titre d'objet, le 27 mars 1969.

### Incendie et restauration
Enfin, en 1971, pendant la nuit du 6 au 7 mai, un incendie provoqué probablement par un court-circuit se produit dans une aile de l'abbaye et se propage dans les parties hautes de l'édifice et de l'abbatiale qui sont complètement détruites, nécessitant une longue et coûteuse reconstruction. L'orgue est à nouveau préservé du désastre. Démonté, il passe plusieurs années dans l'atelier du facteur Haerpfer-Erman, qui en assurera la restauration complète, dans l'état de 1714. 
C'est André Isoir qui inaugure l'instrument remis en service lors d'un concert le 24 septembre 1983.
Entre 1990 et 1997, le facteur Georg Westenfelder est chargé de sa maintenance et de quelques aménagements, dont le remplacement des claviers, l'installation d'une soufflerie traditionnelle, la révision de la tuyauterie (qui est d'origine) et l'harmonisation selon de tempérament en Ut de Rameau, en lieu et place du tempérament de Lambert Chaumont.

## Composition de l’orgue
L'instrument possède 31 jeux sur 4 claviers et un pédalier. La transmission est mécanique.
| I Grand orgue 48 notes |           |
| Bourdon                | 16′       |
| Montre                 | 8′        |
| Bourdon                | 8′        |
| Prestant               | 4′        |
| Flûte                  | 4′        |
| Quinte                 | 3′        |
| Doublette              | 2′        |
| Quarte de nasard       | 2′        |
| Tierce                 | 13/5′     |
| Fourniture             | IV rangs  |
| Cymbale                | III rangs |
| Grand cornet           | V rangs   |
| Trompette              | 8'        |
| Voix humaine           | 8′        |
| Clairon                | 4′        |
|                        |           |

| II Positif 48 notes |               |
| Bourdon             | 8′            |
| Flûte allemande     | 8′ (21 notes) |
| Montre              | 4′            |
| Nasard              | 3′            |
| Doublette           | 2′            |
| Tierce              | 13/5′         |
| Larigot             | 1/3′          |
| Fourniture          | III rangs     |
| Cymbale             | II rangs      |
| Cromorne            | 8'            |
|                     |               |

| III Récit 25 notes |         |
| Cornet             | V rangs |
|                    |         |

| IV Écho 30 notes |         |
| Cornet           | V rangs |
|                  |         |

| Pédale 24 notes |    |
| Flûte           | 8′ |
| Flûte           | 4′ |
| Trompette       | 8′ |
| Clairon         | 4′ |

Accessoires :
- Accouplement Positif/Grand orgue à tiroir
- Tirasse Grand orgue/Pédale
- Tremblant fort, tremblant doux

## Discographie sélective
- Louis Couperin. L'œuvre d'orgue (Orgue Saint Michel-en-Thiérache). 1998.
- Brossard, Daquin, Balbastre, Dandrieu, Lebègue. Une nuit de Noël (Orgue J. Boizard Saint Michel-en-Thiérache), 1998.
- Louis-Antoine Dornel, Pièces d'orgue & Simphonies (Gilles Harlé à l'orgue), 1999 (OCLC 658779709).
- Lambert Chaumont, Pièces d'orgue (Serge Schoonbroodt), 1999 (OCLC 406365357).
- Jean-Adam Guilain, Quatre suites pour le Magnificat (Orgue J. Boizard à Saint Michel-en-Thiérache), 2000.
- Louis-Claude Daquin, Œuvres complètes (orgue J. Boizard à Saint Michel-en-Thiérache), 2003.
- Nicolas Lebègue, Pièces d'orgue et motets (orgue Jean-Boizard à Saint Michel-en-Thiérache), 2005.
- Guillaume-Gabriel Nivers, Messe, Suites et Motets (orgue J. Boizard Saint-Michel-en-Thiérache), 2006.
- Michel Corrette, Concertos pour orgue & Noëls (Orgue J. Boizard Abbaye de Saint-Michel-en-Thiérache), 2008.
- François Couperin, Messe des Paroisses, Jean Luc Ho (Orgue J.Boizard Abbaye de Saint Michel-en-Thiérache),2019